# Sinagoga di Subotica
La sinagoga di Subotica, costruita tra il 1901 e 1902, è situata a Subotica in Serbia, ma fu costruita quando la città era sotto amministrazione ungherese. È monumento nazionale.

## Storia
La sinagoga di Subotica fu costruita tra il 1901 ed il 1902, quando la città faceva parte del regno d'Ungheria all'interno dell'impero austro-ungarico. Il nuovo fabbricato andava in sostituzione di un più piccolo edificio sinagogale edificato nel 1850 e ormai non più sufficiente ai crescenti bisogni di una comunità, che allora contava già oltre 3.000 membri.
Per la costruzione della sinagoga fu scelto il progetto, opera degli architetti Marcell Komor e Dezső Jakab, che era risultato secondo classificato nel concorso indetto nel 1898-1900 per l'edificazione della sinagoga nuova nella vicina città di Seghedino, che sarà anch'essa dedicata nel 1902. Gli architetti erano ardenti seguaci di Ödön Lechner, il padre dell'architettura Art Nouveau ungherese. Il risultato fu un edificio grandioso ed imponente, uno degli esempi più belli e integri a noi rimasti di architettura religiosa in stile Art Nouveau, capace di combinare armoniosamente elementi nazionali ungheresi con la tradizione ebraica. Questa fusione di due culture in un nuovo e grandioso edificio era volta a sottolineare da un lato la fedeltà dei fedeli israeliti alla nazione ungherese e dall'altro a marcare una frattura con l'architettura tipica delle sinagoghe dell'Europa centrale. 
Durante la seconda guerra mondiale la locale comunità ebraica fu decimata e i pochi superstiti nel dopoguerra non riuscirono a garantire un buon mantenimento dello stabile. Così, nel 1979, la sinagoga fu donata alla municipalità di Subotica a patto che fosse restaurato e destinato a manifestazioni culturali. Tra il 1985 ed il 1992 l'ormai ex-sinagoga venne adibita a teatro d'avanguardia. Proprio per adattarla al suo nuovo scopo l'edificio venne impropriamente modificato, mentre alcune parti ed arredi originali furono asportati e sostituiti.
I primi lavori di restauro furono eseguiti tra il 1976 ed il 1996, tuttavia a causa della carenza di fondi non vennero mai portati a termine anche a causa dello scoppio delle guerre iugoslave. A causa della precaria situazione dell'edificio, nel 2000 il World Monuments Fund donò per una serie di immediati restauri 60.000 $. Nel 2012 la sinagoga fu riaperta al pubblico mentre quattro anni dopo, grazie ad una partnership tra il governo ungherese, che stanziò per l'occasione 3.000.000 €, e quello serbo, poterono partire anche i lavori di recupero dei preziosi interni. 
Il 26 marzo 2018, alla presenza del presidente serbo Aleksandar Vučić e del Primo ministro ungherese Viktor Orbán, oltre che di numerosi rappresentanti delle comunità ebraiche di entrambi i paesi, la sinagoga fu solennemente riaperta al pubblico. Il mese successivo fu riconsacrata e riconsegnata alla comunità ebraica di Subotica.

## L'architettura della sinagoga
A differenza della maggior parte delle sinagoghe d'epoca in Ungheria, caratterizzate da una disposizione prevalentemente basilicale con una navata centrale, con o senza una cupola, e due navate laterali, la sinagoga di Subotica realizza un unico, grande spazio centrale sotto la cupola. La struttura, con un grande cupola centrale e quattro più piccole ai lati, richiama l'architettura delle sinagoghe bizantine. All'interno, il matroneo e la cupola sono sostenuti da quattro coppie di pilastri in acciaio ricoperti di gesso con rilievi a forma di foglie di palma. L'Art Nouveau è un'arte globale che unifica in uno stesso stile tutti gli elementi architettonici e decorative. Le pareti sono affrescate con disegni floreali. Elaborate vetrate liberty (anch'esse a vivaci disegni floreali, opera del laboratorio di Miksa Roth a Budapest) danno luce all'ambiente. Le panche in legno sono anch'esse decorate in stile e così il baldacchino a cupola che contiene l'arca con davanti il leggio affiancato da due enormi candelabri.

## La situazione odierna
L'Olocausto ha colpito duramente la comunità ebraica di Subotica; dei 6.000 ebrei che vivevano un tempo in città ne rimangono oggi solo poche centinaia. La sinagoga fu risparmiata da completa distruzione ma in aggiunta ai danni inflitti dalla guerra ha sofferto dell'abbandono del dopoguerra, che portò l'edificio sull'orlo del collasso strutturale.
Nel 1974 la sinagoga fu dichiarata monumento nazionale dalle autorità della Jugoslavia. Negli anni Ottanta si procedette anche a qualche intervento urgente di restauro, riadattando per qualche tempo l'edificio a teatro sperimentale. Nel 1989 l'UNESCO intervenne a sollecitare il pieno recupero della sinagoga, e tale impegno fu assunto nel 1990 dalla nuova Repubblica Serba. La collaborazione stabilita con il World Monuments Fund sin dal 1996 ha portato alla conclusione nel 2010 dei primi lavori di restauro che hanno posto rimedio alle numerose inflintrazioni di acqua che minacciavano la stabilità del monumento. La fase successiva dei lavori sta interessando il restauro delle facciate esterne e delle decorazioni e degli arredi (assai deteriorati) degli interni. Molto rimane ancora da fare, ma lentamente l'edificio sta tornando al suo antico splendore. Per la prima volta dopo decenni di abbandono la sinagoga è oggi riaperta al pubblico per la visita.